# Fiorentina Women's Football Club 2015-2016
Questa voce raccoglie le informazioni riguardanti la Società Sportiva Dilettantistica Fiorentina Women's Football Club nelle competizioni ufficiali della stagione 2015-2016.

## Stagione
La Fiorentina è stata fondata nell'estate 2015 ed è stata prontamente iscritta in Serie A, raccogliendo l'eredità dello storico club del Firenze Calcio Femminile. Gran parte della squadra del Firenze Calcio Femminile e l'allenatore dell'anno precedente sono stati confermati, sebbene con organigramma e numero di matricola completamente nuovi. Tra i nuovi acquisti c'è Patrizia Panico, capocannoniere della Serie A per 14 volte e delle ultime 5 consecutivamente.
La prima partita ufficiale è stata giocata l'11 ottobre 2015 contro il Castelfranco, valevole per la seconda giornata del Triangolare D della fase a gironi della Coppa Italia di calcio femminile 2015-2016. La partita, giocata a Castelfranco di Sotto, ha visto la vittoria della Fiorentina per 3-1 grazie alla rete di Elisabetta Tona e alla doppietta realizzata da Patrizia Panico. La vittoria per 4-0 sul Bologna ha consentito alla Fiorentina di terminare il Triangolare al primo posto a punteggio pieno e di superare il turno preliminare. Nei sedicesimi di finale la Fiorentina è stata eliminata dal San Zaccaria, che ha vinto per 2-0 la partita giocata in gare unica a Firenze.
L'avvio del campionato della Fiorentina è stato altalenante, con 8 punti conquistati nelle prime 5 giornate. Alla sesta giornata la Fiorentina ha sconfitto il Vittorio Veneto per 11-0, che è stata la partita col maggior scarto del campionato, con quattro reti a testa per Patrizia Caccamo e per Patrizia Panico. Questa vittoria è stata la prima di una serie di otto vittorie consecutive, che ha portato la squadra viola al primo posto in classifica in coabitazione con Mozzanica e Brescia. Il pareggio col Tavagnacco alla 13ª giornata e la sconfitta casalinga con il Brescia alla 14ª giornata hanno fatto scendere la Fiorentina al quarto posto. Un'ulteriore serie positiva di 5 vittorie consecutive dalla 17ª alla 21ª giornata hanno consentito alla Fiorentina di raggiungere il secondo posto, valido per la qualificazione alla UEFA Women's Champions League. Lo scontro diretto all'ultima giornata contro l'AGSM Verona, vinto dalle scaligere per 3-2, ha decretato il sorpasso dell'AGSM Verona al secondo posto, relegando la Fiorentina al terzo posto.

## Organigramma societario
Area tecnica
- Allenatore: Sauro Fattori
- Assistente allenatore: Sara Colzi
- Preparatore dei portieri: Nicola Melani
- Preparatore atletico: Veronica Colzi
- Team Manager: Tamara Gomboli

## Rosa
Rosa, numerazione e ruoli, tratti dal sito ufficiale della società, sono aggiornati all'8 gennaio 2016.
| N. |                        | Ruolo | Calciatrice               |
| -- | ---------------------- | ----- | ------------------------- |
| 1  | Italia (bandiera)      | P     | Francesca Durante         |
| 2  | Stati Uniti (bandiera) | D     | Camille Tayala Lewis      |
| 3  | Italia (bandiera)      | D     | Alia Guagni               |
| 4  | Italia (bandiera)      | D     | Melissa Venturini         |
| 5  | Italia (bandiera)      | D     | Elisabetta Tona           |
| 6  | Italia (bandiera)      | D     | Gloria Giatras Zoi        |
| 7  | Italia (bandiera)      | C     | Greta Adami               |
| 8  | Italia (bandiera)      | C     | Giulia Orlandi (c)        |
| 9  | Italia (bandiera)      | A     | Patrizia Panico           |
| 10 | Italia (bandiera)      | C     | Fabiana Costi             |
| 11 | Italia (bandiera)      | A     | Deborah Salvatori Rinaldi |
| 15 | Italia (bandiera)      | C     | Giorgia Casula            |
| 16 | Italia (bandiera)      | C     | Valery Vigilucci          |

| N. |                     | Ruolo | Calciatrice         |
| -- | ------------------- | ----- | ------------------- |
| 17 | Italia (bandiera)   | C     | Evelyn Vicchiarello |
| 19 | Italia (bandiera)   | A     | Patrizia Caccamo    |
| 20 | Italia (bandiera)   | A     | Isotta Nocchi       |
| 21 | Italia (bandiera)   | D     | Giorgia Motta       |
| 22 | Italia (bandiera)   | D     | Michela Rodella     |
| 23 | Italia (bandiera)   | P     | Noemi Fedele        |
| 31 | Svizzera (bandiera) | P     | Gaëlle Thalmann     |
| 51 | Svezia (bandiera)   | C     | Lisa Ek             |
| 90 | Italia (bandiera)   | D     | Eleonora Binazzi    |
| 97 | Italia (bandiera)   | A     | Costanza Razzolini  |
| 98 | Italia (bandiera)   | D     | Alice Tortelli      |
| 99 | Ungheria (bandiera) | P     | Réka Szőcs          |

## Calciomercato
| Acquisti | Acquisti           | Acquisti             | Acquisti   |
| R.       | Nome               | da                   | Modalità   |
| -------- | ------------------ | -------------------- | ---------- |
| P        | Réka Szőcs         | MTK Budapest         | definitivo |
| P        | Gaëlle Thalmann    | Basilea              | definitivo |
| D        | Gloria Giatras Zoi | Scalese              | definitivo |
| D        | Giorgia Motta      |                      | svincolata |
| D        | Elisabetta Tona    |                      | svincolata |
| C        | Fabiana Costi      | Brescia              | definitivo |
| C        | Lisa Ek            | Kopparbergs/Göteborg | definitivo |
| A        | Patrizia Caccamo   | Riviera di Romagna   | svincolata |
| A        | Patrizia Panico    |                      | svincolata |

| Cessioni | Cessioni   | Cessioni | Cessioni   |
| R.       | Nome       | a        | Modalità   |
| -------- | ---------- | -------- | ---------- |
| P        | Réka Szőcs |          | svincolata |

## Risultati

### Serie A

#### Girone di andata
| Cervia 17 ottobre 2015, ore 14:30 CEST 1ª giornata                                      | Riviera di Romagna | 0 – 4 referto                                         | Fiorentina | Stadio Germano Todoli |
| \| \| \| \| \| \| Marcatori \| 1’ Salvatori Rinaldi 17’, 47’ Panico 23’ Vicchiarello \| |                    |                                                       |            |                       |
|                                                                                         |                    |                                                       |            |                       |
|                                                                                         | Marcatori          | 1’ Salvatori Rinaldi 17’, 47’ Panico 23’ Vicchiarello |            |                       |

| Firenze 31 ottobre 2015, ore 14:30 CET 2ª giornata                    | Fiorentina | 0 – 3 referto                       | Graphistudio Tavagnacco | Impianto Sportivo San Marcellino |
| \| \| \| \| \| \| Marcatori \| 6’ (rig.) Parisi 9’, 90+4’ Clelland \| |            |                                     |                         |                                  |
|                                                                       |            |                                     |                         |                                  |
|                                                                       | Marcatori  | 6’ (rig.) Parisi 9’, 90+4’ Clelland |                         |                                  |

| Arbitro: | Renzullo (Torre del Greco) |

|                               |           |                                                            |
| Sabatino 4’, 41’ Bonansea 58’ | Marcatori | 16’ Salvatori Rinaldi 65’ (rig.) Vicchiarello 90+4’ Panico |

| Arbitro: | Andrea Bianchini (Perugia) |

|                                             |           |  |
| Tona 20’ Panico 42’ Vicchiarello 88’ (rig.) | Marcatori |  |

| Mozzanica 28 novembre 2015, ore 14:30 CET 5ª giornata                               | Mozzanica | 2 – 2 referto          | Fiorentina | Stadio Comunale |
| \| \| \| \| \| Giugliano 41’ Giacinti 67’ \| Marcatori \| 43’ Caccamo 46’ Panico \| |           |                        |            |                 |
|                                                                                     |           |                        |            |                 |
| Giugliano 41’ Giacinti 67’                                                          | Marcatori | 43’ Caccamo 46’ Panico |            |                 |

| Firenze 12 dicembre 2015, ore 14:30 CET 6ª giornata                                                                                      | Fiorentina | 11 – 0 referto | Vittorio Veneto | Impianto Sportivo San Marcellino |
| \| \| \| \| \| Caccamo 5’, 45’, 68’, 78’ Panico 14’, 21’, 55’, 72’ Vicchiarello 41’, 63’ (rig.) Salvatori Rinaldi 80’ \| Marcatori \| \| |            |                |                 |                                  |
| |            |                |                 |                                  |
| Caccamo 5’, 45’, 68’, 78’ Panico 14’, 21’, 55’, 72’ Vicchiarello 41’, 63’ (rig.) Salvatori Rinaldi 80’                                   | Marcatori  |                |                 |                                  |

| Firenze 19 dicembre 2015, ore 14:30 CET 7ª giornata                   | Fiorentina | 3 – 1 referto | San Zaccaria | Impianto Sportivo San Marcellino |
| \| \| \| \| \| Tona 3’ Guagni 5’, 43’ \| Marcatori \| 86’ Piemonte \| |            |               |              |                                  |
|                                                                       |            |               |              |                                  |
| Tona 3’ Guagni 5’, 43’                                                | Marcatori  | 86’ Piemonte  |              |                                  |

| Venaria Reale 9 gennaio 2016, ore 14:30 CET 8ª giornata | Luserna   | 0 – 1 referto | Fiorentina | Stadio Don G. Mosso |
| \| \| \| \| \| \| Marcatori \| 43’ Panico \|            |           |               |            |                     |
|                                                         |           |               |            |                     |
|                                                         | Marcatori | 43’ Panico    |            |                     |

| Arbitro: | Michele Delrio (Reggio Emilia) |

|                                  |           |  |
| Vicchiarello 45’ Panico 55’, 64’ | Marcatori |  |

| Roma 23 gennaio 2016, ore 14:30 CET 10ª giornata                              | Res Roma  | 0 – 4 referto                               | Fiorentina | Centro Sportivo "Raimondo Vianello" |
| \| \| \| \| \| \| Marcatori \| 5’ Caccamo 32’, 80’ Panico 56’ Vicchiarello \| |           |                                             |            |                                     |
|                                                                               |           |                                             |            |                                     |
|                                                                               | Marcatori | 5’ Caccamo 32’, 80’ Panico 56’ Vicchiarello |            |                                     |

| Arbitro: | Simone Taricone (Perugia) |

|                                    |           |            |
| Orlandi 17’ Caccamo 35’ Panico 49’ | Marcatori | 60’ Salvai |

#### Girone di ritorno
| Arbitro: | Ancora (Roma) |

|                                                    |           |                       |
| Panico 6’, 56’ Caccamo 49’ Salvatori Rinaldi 90+3’ | Marcatori | 60’ (rig.) Innerhuber |

| Arbitro: | Nicolini (Brescia) |

|                              |           |                                  |
| Del Stabile 47’ Clelland 73’ | Marcatori | 23’ Guagni 25’ Salvatori Rinaldi |

| Arbitro: | Campagnolo (Bassano del Grappa) |

|             |           |                                               |
| Caccamo 12’ | Marcatori | 1’ Girelli 37’ Bonansea 56’ Mele 61’ Sabatino |

| Arbitro: | Marco Russo (Torre Annunziata) |

|           |           |                                                                             |
| Prost 13’ | Marcatori | 12’ Orlandi 62’ Caccamo 64’ Guagni 85’ Salvatori Rinaldi 90+2’ Vicchiarello |

| Arbitro: | Sicurello (Seregno) |

|                 |           |              |
| Vicchiarello 9’ | Marcatori | 47’ Iannella |

| Arbitro: | Claudia Camurri (Genova) |

|           |           |                                                               |
| Da Re 82’ | Marcatori | 24’ Caccamo 35’ Vicchiarello 67’ Panico 71’ Salvatori Rinaldi |

| Arbitro: | Modesto (Treviso) |

|             |           |                        |
| Longato 26’ | Marcatori | 20’ Caccamo 66’ Panico |

| Arbitro: | Luca Zucchetti (Foligno) |

|                                                |           |  |
| Tona 3’, 71’ Caccamo 41’ Salvatori Rinaldi 85’ | Marcatori |  |

| Arbitro: | Giuseppe Mansueto (Verona) |

|                                           |           |                                                     |
| M. Brunello 72’ Righi 78’ Torresani 90+5’ | Marcatori | 26’ Caccamo 36’ Ek 54’ Salvatori Rinaldi 68’ Guagni |

| Arbitro: | Mattia Caldera (Como) |

|                             |           |            |
| Ciccotti 8’ (aut.) Tona 12’ | Marcatori | 72’ Caruso |

| Arbitro: | Flavio Braghini (Bolzano) |

|                                 |           |                                    |
| Pirone 1’ Ledri 13’ Bonetti 57’ | Marcatori | 69’ (rig.) Vicchiarello 88’ Panico |

### Coppa Italia

#### Turno preliminare
Triangolare D
| Arbitro: | Simone Picchi (Lucca) |

|           |           |                          |
| Acuti 91’ | Marcatori | 29’ Tona 73’, 89’ Panico |

| Firenze 25 ottobre 2015, ore 14.30 CET 3ª giornata                   | Fiorentina | 4 – 0 referto | Bologna CF | Impianto Sportivo San Marcellino |
| \| \| \| \| \| Caccamo 9’, 20’, 70’ Razzolini 68’ \| Marcatori \| \| |            |               |            |                                  |
|                                                                      |            |               |            |                                  |
| Caccamo 9’, 20’, 70’ Razzolini 68’                                   | Marcatori  |               |            |                                  |

#### Sedicesimi di finale
| Arbitro: | Giaccaglia (Jesi) |

|  |           |                          |
|  | Marcatori | 65’ Longato 92’ Galletti |

## Statistiche

### Statistiche di squadra
| Competizione | Punti | In casa | In casa | In casa | In casa | In casa | In casa | In trasferta | In trasferta | In trasferta | In trasferta | In trasferta | In trasferta | Totale | Totale | Totale | Totale | Totale | Totale | DR  |
| Competizione | Punti | G       | V       | N       | P       | Gf      | Gs      | G            | V            | N            | P            | Gf           | Gs           | G      | V      | N      | P      | Gf     | Gs     | DR  |
| ------------ | ----- | ------- | ------- | ------- | ------- | ------- | ------- | ------------ | ------------ | ------------ | ------------ | ------------ | ------------ | ------ | ------ | ------ | ------ | ------ | ------ | --- |
| Serie A      | 49    | 11      | 8       | 1       | 2       | 35      | 12      | 11           | 7            | 3            | 1            | 33           | 16           | 22     | 15     | 4      | 3      | 68     | 28     | +40 |
| Coppa Italia | -     | 2       | 1       | 0       | 1       | 4       | 2       | 1            | 1            | 0            | 0            | 3            | 1            | 3      | 2      | 0      | 1      | 7      | 3      | +4  |
| Totale       | -     | 13      | 9       | 1       | 3       | 39      | 14      | 12           | 8            | 3            | 1            | 36           | 17           | 25     | 17     | 4      | 4      | 75     | 31     | +44 |

### Andamento in campionato
| Giornata  | 1 | 2 | 3 | 4 | 5 | 6 | 7 | 8 | 9 | 10 | 11 | 12 | 13 | 14 | 15 | 16 | 17 | 18 | 19 | 20 | 21 | 22 |
| --------- | - | - | - | - | - | - | - | - | - | -- | -- | -- | -- | -- | -- | -- | -- | -- | -- | -- | -- | -- |
| Luogo     | T | C | T | C | T | C | C | T | C | T  | C  | C  | T  | C  | T  | C  | T  | T  | C  | T  | C  | T  |
| Risultato | V | P | N | V | N | V | V | V | V | V  | V  | V  | N  | P  | V  | N  | V  | V  | V  | V  | V  | P  |
| Posizione | 1 | 5 | 5 | 3 | 5 | 4 | 4 | 4 | 4 | 2  | 1  | 1  | 4  | 4  | 3  | 4  | 4  | 4  | 2  | 2  | 2  | 3  |

Legenda:

Luogo: C = Casa; T = Trasferta. Risultato: V = Vittoria; N = Pareggio; P = Sconfitta.

### Statistiche delle giocatrici
| Giocatore            | Serie A  | Serie A | Serie A     | Serie A    | Coppa Italia | Coppa Italia | Coppa Italia | Coppa Italia | Totale   | Totale | Totale      | Totale     |
| Giocatore            | Presenze | Reti    | Ammonizioni | Espulsioni | Presenze     | Reti         | Ammonizioni  | Espulsioni   | Presenze | Reti   | Ammonizioni | Espulsioni |
| -------------------- | -------- | ------- | ----------- | ---------- | ------------ | ------------ | ------------ | ------------ | -------- | ------ | ----------- | ---------- |
| G. Adami             | 19       | 0       | 1           | 0          | 2            | 0            | 0            | 0            | 21       | 0      | 1           | 0          |
| E. Binazzi           | 1        | 0       | 0           | 0          | -            | -            | -            | -            | 1        | 0      | 0           | 0          |
| P. Caccamo           | 20       | 14      | 2           | 0          | 3            | 3            | 0            | 0            | 23       | 17     | 2           | 0          |
| G. Casula            | 2        | 0       | 0           | 0          | 1            | 0            | 0            | 0            | 3        | 0      | 0           | 0          |
| F. Costi             | 1        | 0       | 0           | 0          | 1            | 0            | 0            | 0            | 2        | 0      | 0           | 0          |
| F. Durante           | 13       | -15     | 0           | 0          | 2            | 0            | 0            | 0            | 15       | -15    | 0           | 0          |
| L. Ek                | 21       | 1       | 1           | 0          | 3            | 0            | 0            | 0            | 24       | 1      | 1           | 0          |
| N. Fedele            | 0        | 0       | 0           | 0          | 1            | 0            | 0            | 0            | 1        | 0      | 0           | 0          |
| G. Giatras Zoi       | 4        | 0       | 0           | 0          | 1            | 0            | 0            | 0            | 5        | 0      | 0           | 0          |
| A. Guagni            | 22       | 5       | 1           | 0          | 2            | 0            | 0            | 0            | 24       | 5      | 1           | 0          |
| C. Lewis             | 2        | 0       | 0           | 0          | -            | -            | -            | -            | 2        | 0      | 0           | 0          |
| G. Motta             | 22       | 0       | 2           | 0          | 3            | 0            | 0            | 0            | 25       | 0      | 2           | 0          |
| I. Nocchi            | 2        | 0       | 0           | 0          | 1            | 0            | 0            | 0            | 3        | 0      | 0           | 0          |
| G. Orlandi           | 21       | 2       | 1           | 0          | 2            | 0            | 0            | 0            | 23       | 2      | 1           | 0          |
| P. Panico            | 21       | 20      | 0           | 0          | 2            | 2            | 0            | 0            | 23       | 22     | 0           | 0          |
| C. Razzolini         | 8        | 0       | 1           | 0          | 2            | 1            | 0            | 0            | 10       | 1      | 1           | 0          |
| M. Rodella           | 20       | 0       | 2           | 0          | 2            | 0            | 0            | 0            | 22       | 0      | 2           | 0          |
| D. Salvatori Rinaldi | 16       | 9       | 1           | 0          | 0            | 0            | 0            | 0            | 16       | 9      | 1           | 0          |
| R. Szőcs             | 0        | 0       | 0           | 0          | 1            | 0            | 0            | 1            | 1        | 0      | 0           | 1          |
| G. Thalmann          | 9        | -13     | 1           | 0          | -            | -            | -            | -            | 9        | -13    | 1           | 0          |
| E. Tona              | 20       | 5       | 3           | 0          | 1            | 1            | 0            | 0            | 21       | 6      | 3           | 0          |
| A. Tortelli          | 21       | 0       | 3           | 0          | 2            | 0            | 0            | 0            | 23       | 0      | 3           | 0          |
| M. Venturini         | 1        | 0       | 0           | 0          | 2            | 0            | 0            | 0            | 3        | 0      | 0           | 0          |
| E. Vicchiarello      | 22       | 11      | 2           | 0          | 3            | 0            | 0            | 0            | 25       | 11     | 2           | 0          |
| V. Vigilucci         | 4        | 0       | 0           | 0          | 1            | 0            | 0            | 0            | 5        | 0      | 0           | 0          |